# CV 90
CV90 (англ. Combat Vehicle 90; швед. Stridsfordon 90 або Strf 90) — сімейство шведських бойових машин піхоти.
Розробка CV90 велася з 1984 року фірмою Hägglunds, що належить британській BAE Systems, на замовлення сухопутних військ Швеції на сімейство машин різного призначення на єдиному шасі. Серійне виробництво CV90 розпочато в 1993 році. Всього випущено близько 1400 машин у різних модифікаціях, більшу частину з яких експортовано до інших країн.
Крім декількох варіантів БМП, на базі CV90 також розроблено низку спеціалізованих бойових броньованих машин, включно із легким танком з 120-мм гладкоствольною гарматою.
Норвезькі, данські та шведські CV90 були використані в бойових діях під час війни в Афганістані, а з 2023 року машини цього сімейства беруть участь в Російсько-українській війніі на стороні України.

## Історія розробки
Під час Холодної війни, у 1983 році, шведська армія висунула вимогу до бойових машин із високою мобільністю, здатністю до протиповітряної оборони та боротьби з танками, а також високим рівнем живучості та захисту. У 1985 році проєктна група «stridsfordon 90», до складу якої увійшли представники Збройних сил Швеції, FMV та шведської промисловості (включаючи Hägglunds і Bofors), завершила розробку дизайну для «універсальної машини», що походила з концепції ПС. У 1986 році були замовлені прототипи strf 9040 і strf 9025. Було виготовлено п'ять прототипів, але до їх доставки в 1988 році версію 9025 було скасовано. Прототипи пройшли широкі випробування в період з 1988 по 1991 рік, під час яких також були замовлені прототипи спеціалізованих варіантів (передового спостереження, командування і управління, а також броньованих ремонтно-евакуаційних машин). Перші поставки розпочалися в 1994 році.
CV90 зазнав чотири модернізації, спрямовані на вдосконалення характеристик для задоволення різних вимог замовників.

## Конструкція

### Бронювання
Бронекорпус і башта CV90 виготовлені з катаних сталевих бронеплит з використанням рознесеної схеми бронювання. Для підвищення рівня захищеності машини додатково до основної броні можуть бути встановлені навісні модулі композитної броні різних виробників і комплекси активного захисту (КАЗ).
Базова броня CV9040 забезпечує круговий захист від бронебійних боєприпасів калібру 14,5 мм. Захист броні у фронтальній проєкції є засекреченим, але про всі моделі, починаючи з CV9040B, повідомляється, що вони захищені від боєприпасів 30 мм APFSDS. Деякі варіанти, включаючи CV9030N, можуть бути оснащені MEXAS – керамічною накладною бронею, яка забезпечує захист від 30 мм боєприпасів. Цей комплект броні призначений для підвищення захисту від саморобних вибухових пристроїв, кумулятивних боєприпасів і бронебійних снарядів калібру 30 мм. Усі CV90 оснащені протиосколковою підкладкою, яка покриває внутрішній простір і забезпечує захист військовослужбовців усередині від уламків і протипіхотних артилерійських боєприпасів.
Швеція
Швеція для власної БМП CV9040C як посилення використовує бронемодулі AMAP німецькій компанії IBD Deisenroth Engineering. З комплектом навісної броні (композитна броня з керамічними бронеелементами) для модифікацій, починаючи з CV9040B і далі, забезпечується захист від 30-мм бронебійного опереного снаряда. До складу захисного комплекту AMAP, крім навісних модулів пасивної броні для корпусу і башти, входить протимінний захист, розташований на днищі бронекорпуса, а також протиосколкова підбивка бойового відділення. Додатково до пасивного захисту CV9040C використовується система маскування Barracuda, однойменна з назвою шведської компанії-розробника Barracuda Company.
Норвегія
Норвегія провела модернізацію захисту відразу при покупці машини CV9030N, встановивши навісну броню MEXAS. 2002 року відбулося нарощування бойової ефективності машини шляхом встановлення досконалішої броні AMAP з метою підвищення протиснарядної і протимінної стійкості CV9030N.
Данія
Данія для модифікації CV9035 MKIII придбала комплект навісний броні MEXAS, доповнивши його системою маскування Barracuda і комплектом бронерешіток L-ROD. Одночасно CV9030N оснащується комплексом електронного придушення, що створює перешкоди на частотах радіо і мобільної телефонії, чим забезпечується зрив дистанційного підриву радіокерованих саморобних вибухових пристроїв.
Нідерланди
За своєю комплектацією Mk III Нідерландів відповідає комплектації збройних сил Данії. Зовнішня відмінність полягає в установці на CV9035 Mk III Нідерландів навісної броні компанії RUAG Land Systems. Нідерланди придбали 184 комплекти навісних модулів захисту горизонтальних проєкцій RoofPRO-P і 100 комплектів навісних модулів бортів машини SidePro. Новий комплект навісної броні дозволив посилити захист БМП від боєприпасів, що діють з боку верхньої півсфери, підвищити протимінну стійкість, і забезпечити захист від бронебійних боєприпасів кінетичної дії. Маса комплекту навісного пасивного захисту (на машину) становить 6 тонн. Протимінний захист днища і роздільні сидіння десанту у вибухобезпечному виконанні вже серійно вбудовують в моделі MkIII. Машина оснащена багатофункціональним комплексом оптико-електронного придушення DAS (Defensive Aids Suite), розробленого компанією Hägglunds, що включає датчики виявлення лазерного опромінення та засоби постановки перешкод.
У грудні 2016 року компанія BAE Systems уклала контракт на інтеграцію комплексу активного захисту Iron Fist (залізний кулак) виробництва ізраїльської компанії IMI Systems на машини CV9035NL. Перший етап (дослідження) заплановано завершити в 2018 році.

### Озброєння
Базовий шведський CV90 (strf 9040) оснащений двомісною баштою, озброєною автоматичною гарматою Bofors 40/70B і спареним кулеметом калібру 7,62 мм. CV90 також має шість гранатометів калібру 76 мм, розташованих у двох кластерах по три гранатомети з кожного боку башти. Гранатомети призначені для використання димових гранат, але також можуть бути заряджені різноманітними бойовими гранатами.
Експортні варіанти CV90 оснащені баштою серії Hägglunds E, було поставлено понад 600 башт E30 (з автоматичною гарматою 30 мм Bushmaster II) і E35 (з автоматичною гарматою 35 мм Bushmaster III). Компанія BAE Systems Australia представила пропозицію для фази 3 програми LAND 400 – це CV9035 із баштою E35. Така система забезпечує високу уніфікацію з пропозицією BAE Systems для фази 2 LAND 400 – AMV35 – завдяки використанню тієї ж системи башти E35.

### Двигун
CV90 Mk 0 оснащений двигуном DSI14, розробленим компанією Scania, який забезпечує потужність 550 кінських сил і дозволяє розвивати швидкість до 70 кілометрів на годину. Базова версія CV90 має максимальний запас ходу 320 кілометрів, але останнє покоління може досягати до 600 кілометрів. CV90 забезпечує тихий рух для покращення прихованості, високу швидкість на хорошій місцевості та великий кліренс для захисту від мін і саморобних вибухових пристроїв.
BAE Systems розглядає можливість модернізації CV90 за допомогою гібридної електричної силової установки, оскільки армії прагнуть скоротити витрати на паливо, враховуючи екологічні питання та економію пального. Гібридно-електрична система може зменшити споживання пального на 10–30 відсотків. Нова система також забезпечуватиме додаткову потужність для руху машини. Гібридно-електрична установка поєднує стандартний дизельний двигун із акумуляторним блоком, що забезпечує додаткову потужність для руху машини або живлення електричного обладнання. BAE Systems Hägglunds використовує знання, набуті за багато років розробки гібридних електричних приводів для військових машин SEP, а також у рамках цивільних проектів, пов’язаних із гібридно-електричними системами для лісозаготівельної техніки, тягачів для літаків та навантажувачів.
У квітні 2015 року компанія BAE Systems обладнала CV90 системою активного демпфірування підвіски, створеною на основі технологій болідів Формули-1. Ця технологія розраховує швидкість руху машини та прогнозує рельєф попереду, а потім підвищує тиск у підвісці в окремих точках, щоб підняти шасі й утримати машину на рівні. Ця система, адаптована для 38-тонної броньованої машини замість боліда вагою 700 кг, за повідомленнями, збільшує швидкість руху по пересіченій місцевості на 30–40 відсотків, випереджаючи основні бойові танки, зменшує прискорення нахилу машини на 40 відсотків, забезпечує кращу маневровість і стабільність під час стрільби на ходу, а також знижує втому екіпажу і витрати на життєвий цикл.

## Варіанти

### CV9040
CV9040 — основний варіант для сухопутних військ Швеції з комплексом озброєння на базі 40-мм автоматичної гармати фірми «Бофорс» L70.
Вже на стадії розгортання серійного виробництва БМП в конструкцію внесли низку доопрацювань. На початку 2001 року Управління матеріально-технічного забезпечення міноборони Швеції уклало контракт вартістю 200 млн шведських крон (близько 14 млн фунт. Стерлінгів) на постачання комплектів пасивного захисту для CV9040. Пасивний захист був встановлена на 55 БМП, для чого машини були відправлені на завод компанії Alvis Hägglungs в місті Orusköldvic, північна Швеція, де був проведений монтаж комплектів броні, поставленої німецькою компанією IBD. Комплект включає навісні модулі пасивного захисту лобової, бортових частин корпусу, днища і башти машини. Також встановлені протиосколкові підкладки з внутрішньої поверхні броні. Зазначені БМП поставлені у війська в 2002 році для застосування в складі шведських сил швидкого реагування. Останні призначені для участі в коаліційних силах швидкого реагування ЄС починаючи з 2003 року.
Позначення базової модифікації — 9040A, поліпшені варіанти машини отримали позначення 9040B і 9040B1. Їм відповідає установка апаратно-програмного забезпечення, яке дозволило ввести в боєкомплект гармати новий 40-мм багатофункціональний боєприпас 3Р. Останнє підвищення бойової ефективності парку БМП CV90 сухопутних військ Швеції до модифікації 9040C дозволило використовувати машину на закордонних ТВД. Поряд з посиленням броньового захисту проведена модернізація тепловізійного каналу прицільного комплексу UTAAS (Universal Tank and Anti-Aircraft Fire Control System; укр. «Універсальна система управління вогнем танків і ППО»). Оптичний канал оснащений захисним фільтром лазерного випромінювання. Через додаткову вагу кількість десанту скоротилася до 6 осіб. Модернізація до рівня стандарту 9040С проведена на 42 машинах.

### CV9030
CV9030 — експортний варіант, озброєний 30-мм автоматичною гарматою Bushmaster II.
CV9030N. Внутрішнє позначення БМП норвезьких збройних сил на фірмі виробнику, BAE Systems, — 9030 MKI. Відрізняється від шведської CV90 озброєнням, потужнішим двигуном 605 к.с., і наявністю додаткового люка командира десанту з правого боку в кормовій частині БМП. При проведенні конкурсних випробувань машині компанії Hägglunds Vehicle AB протистояли наступні БМП: M2A2 Bradley, ASCOD, Warrior та німецька TH 495. Переможцем вийшла CV9030. Контракт на поставку 104 БМП був підписаний 21 квітня 1994 року. 1996 року Норвегія в рамках контракту отримала чотири передсерійних машини. Серійне виробництво CV9030 тривало з 1998 по листопад 2000 року. Виробництво башти здійснювала норвезька компанія Kvaerner Eureka AS. Остаточну зборку машини проводила Hägglunds Moelv AB. Сімнадцять БМП CV9030 підвищеної бойової ефективності для застосування на зарубіжних ТВД отримали позначення 9030NF1.

### CV9035

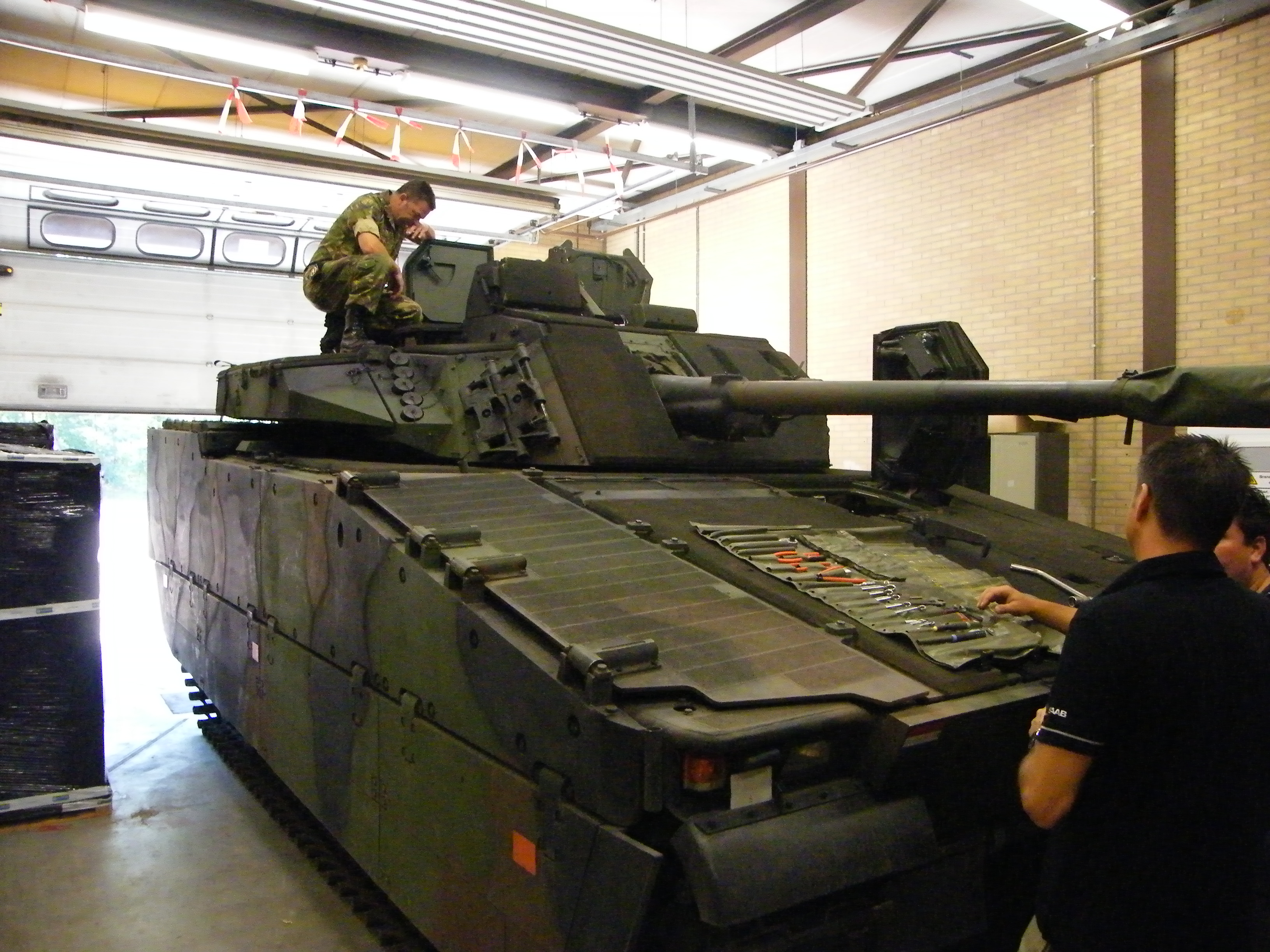
CV 9035 збройних сил Нідерландів. Добре помітні навісні бронемодулі RoofPRO-P горизонтальних проєкцій (даху) бронекорпусу і бортові бронемодулі SidePro.

CV9035 — експортний варіант, озброєний 35-мм автоматичною гарматою Bushmaster III.
Контракт на постачання Нідерландам 184 машин 184 CV9035 MkIII підписаний у грудні 2004 року. У період між 2005 і 2007 років виробник машини, компанія BAE Systems, розробила модифікацію Mk III і восени 2007 року відбулась передача збройним силам Нідерландів першого прототипу для військових випробувань. Передача всієї партії відбулась в грудні 2008 року.
CV9035 MkIII прийнята на озброєння сухопутних військ Нідерландів в грудні 2008 року. Нідерландська компанія Van Halteren Metaal є виробником башт і здійснює остаточне збирання БМП.
Відмінними рисами CV9035 MkIII є комплекс озброєння на базі бікаліберної 35/50 мм гармати Bushmaster III, система управління вогнем Saab UTAAS, до складу якої входить надульний програматор боєприпасів, прицільний комплекс, побудований за принципом «Hunter-killer» (мисливець-вбивця), який передбачає наявність у командира машини і навідника незалежних один від одного і від основного озброєння, повністю стабілізованих прицілів, з денним і нічним каналами.
Починаючи з лютого 2011 року для скорочення витрати палива і зносу машини у військах, і відповідно, зниження вартості її експлуатації, заплановано проведення демонтажу навісної броні з усіх раніше поставлених БМП CV9035. Водночас з машин, що надходять від виробника, так само навісну броню знято. Комплекти навісної броні масою шість тонн на машину натомість відправляють на склади.

#### CV9035NL MLU
13 січня 2021 року Організація оборонного матеріально-технічного забезпечення Збройних сил Нідерландів підписала контракт із компанією BAE Systems Hägglunds на проведення середнього оновлення (mid-life update) 128 бойових машин CV90 Королівської армії Нідерландів, з опцією на додаткові 19 машин.
Проєкт модернізації передбачає широкий спектр удосконалень. Башта була повністю перероблена і отримає нову установку основного озброєння, електрооптичний сенсор на щоглі, що висувається на 500 мм, систему активного захисту Iron Fist LD (Light Decoupled) від Elbit Systems, універсальний кулемет FN MAG у зовнішньому модулі та здвоєну пускову установку для протитанкових керованих ракет Spike LRII.
Крім того, CV90 оснастять гумовими гусеницями, покращеною системою охолодження, різноманітними оновленнями кібербезпеки та вдосконаленою командно-контрольною інфраструктурою. Виробництвом нових башт займатиметься нідерландська компанія Van Halteren Defence.

### Інші

#### CV90 MkIV

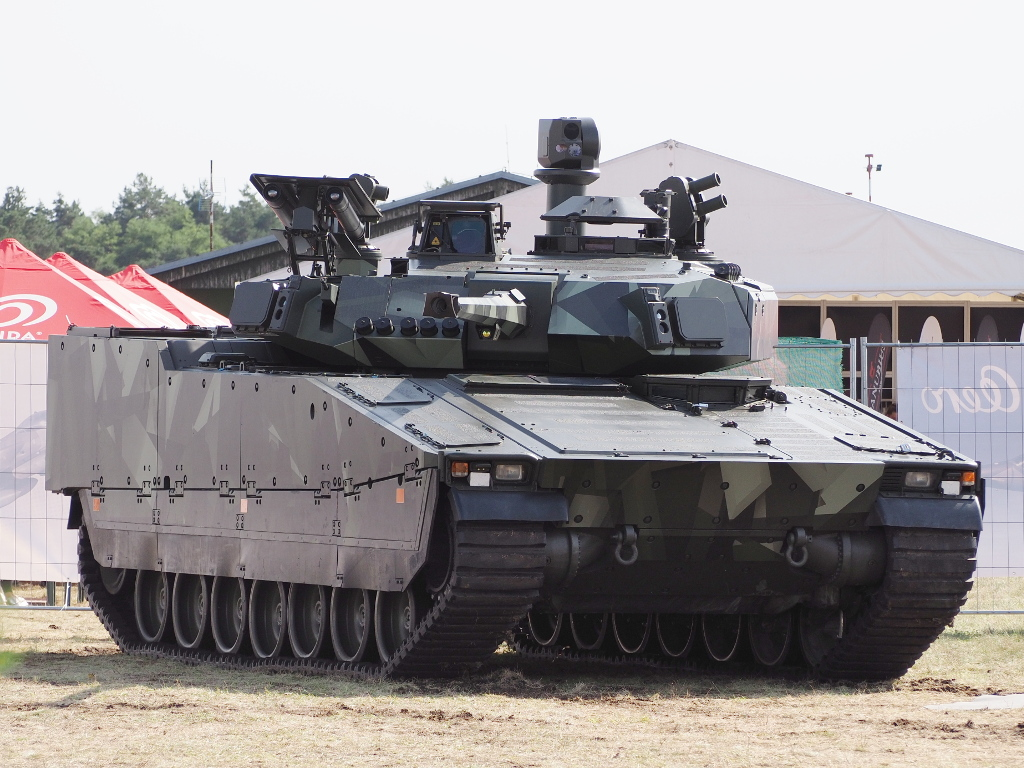
CV90 MkIV

Модифікація представлена в січні 2018 року. Компанія має намір виставити дану модифікацію на конкурс із вибору заміни машинам БВП-2 (БМП-2) у збройних силах Чехії.
Машини даної модифікації обладнані активною підвіскою для поліпшення руху по бездоріжжю, електронні системи сумісні з новими стандартами НАТО. Машини мають новий двигун потужністю 1000 кс виробництва Scania, оновлену трансмісію X300. Також в машині реалізовано систему iFighting, яка надає екіпажу й десанту інформацію про поле бою.
Завдяки нововведенням бойова маса машини зросла з 35 до 37 т, що дозволяє встановлювати додаткові дві тонни обладнання чи устаткування.
На оновлену БМП можуть бути встановлені модульні башти CV90 MkIV серії D, які можуть бути обладнані різним озброєнням, в тому числі гарматами калібру до 120 мм та ПТРК.
За твердженням компанії CV90 MkIV стане першою бойовою машиною піхоти сертифікованою для встановлення систем активного захисту. Крім того, машина побудована на стандарті НАТО «NATO Generic Vehicle Architecture (NGVA)», завдяки чому забезпечена можливість подальшого нарощування бойових можливостей і модернізації платформи.

#### CV90 MKV
Шведська армія підтримує розробку покращеного варіанту CV90 у період з 2023 по 2027 роки. Однак угоду між FMV (Адміністрацією оборонного матеріального забезпечення Швеції) та промисловістю щодо цієї розробки поки що не укладено. Основні цілі розробки зосереджені на:
- Пропонуванні та можливій інтеграції гібридної електричної силової установки для цієї версії.
- Повній цифровізації системи C4ISR.
- Покращенні управління тепловою, радіолокаційною та візуальною помітністю машини.
- Інтеграції протитанкових керованих ракет із можливістю ураження за межами прямої видимості. Akeron MP — це протитанкова ракета нового покоління середньої дальності, яку можна переносити вручну і яка має здатність до ураження за межами прямої видимості.
- Інтеграції безпілотних літальних апаратів (БПЛА).

Перші випробування, що включали використання ракети Akeron MP і БПЛА, були проведені у січні 2023 року.
Цей варіант може бути замовлений, і це дозволить продовжити термін служби CV90 у шведській армії за межі 2034 року. Модернізація варіанта БМП (strf 90), яка включатиме деякі з цих елементів, є дуже ймовірною.

## Машини на базі CV90
- CV90120 — легкий танк / винищувач танків, оснащений новою баштою з 120-мм гладкоствольною гарматою і позбавлений десантного відділення.
- Lvkv 90 (LuftVärnsKanonVagn) — ЗСУ з новою баштою з 40-мм автоматичною гарматою L/70 і РЛС із пов'язаною з нею системою управління вогнем.
- Stripbv 90 (StridsledningsPansarBandVagn) — командно-штабна машина, з озброєнням, скороченим до 7,62-мм кулемета в зменшеній башті.
- Epbv 90 (EldledningsPansarBandVagn) — машина передових спостерігачів, схожа за конструкцією зі штабною машиною, але оснащена додатковими засобами спостереження.
- Bgbv 90 (BärgningsBandVagn) — БРЕМ, оснащена підйомним краном, поворотною лебідкою і іншим ремонтним обладнанням.
- CV90 Mjölner (Granatkastarpansarbandvagn 90) — модифікація з встановленим на шасі CV90 бойовим модулем Mjölner з двоствольним 120-мм мінометом. Механізм заряджання притаманний мінометам, з подачею мін через дульну частину[25]

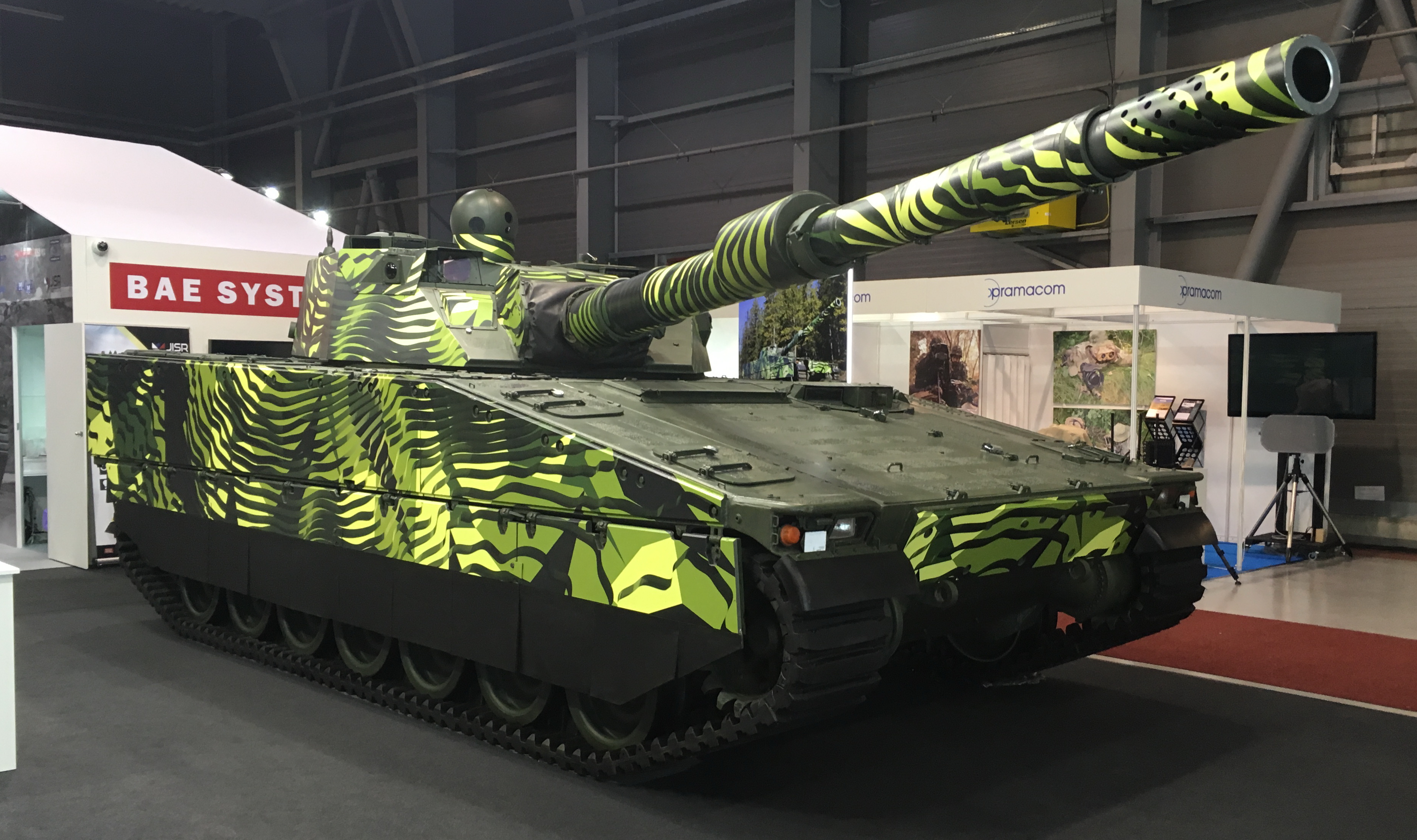
Легкий танк СV90120.
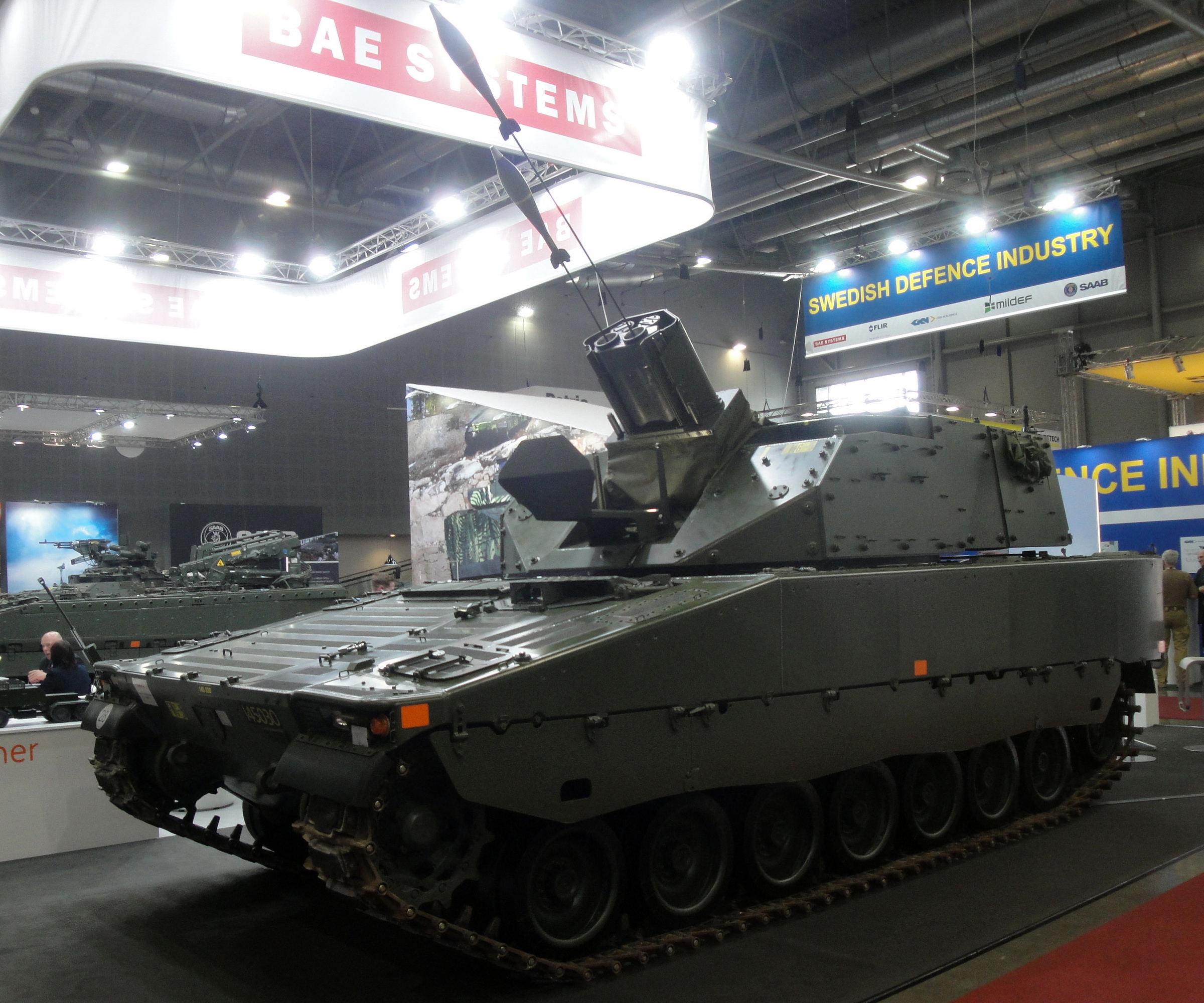
120-мм самохідний двоствольний міномет CV90 Mjölner/Granatkastarpansarbandvagn 90.

## Порівняння з іншими серійними БМП
|                                        | Німеччина Lynx                                   | Сінгапур Hunter AFV           | Німеччина Puma                  | Південна Корея K21        | Ізраїль Намер               | КНР ZBD-04                        |
| -------------------------------------- | ------------------------------------------------ | ----------------------------- | ------------------------------- | ------------------------- | --------------------------- | --------------------------------- |
| Зовнішній вигляд                       |                                                  |                               |                                 |                           |                             |                                   |
| Рік прийняття на озброєння             | 2022                                             | 2019                          | 2015                            | 2009                      | 2008                        | 2004                              |
| Бойова маса, т                         | 44                                               | 29,5                          | 31,45-43                        | 25,6                      | 60                          | 20/24                             |
| Екіпаж                                 | 3                                                | 3                             | 3                               | 3                         | 3                           | 3                                 |
| Десант                                 | 8                                                | 8                             | 6                               | 9                         | 8                           | 7                                 |
| Активний захист                        | StrikeShield                                     | немає                         | КОЕП MUSS та EADS               | так                       | Trophy                      | немає                             |
| Динамічний захист                      | так                                              | немає                         | ERA CLARA Dynamit Nobel Defence | так                       | так                         | VN-12                             |
| Захищеність лоба, STANAG 4569 Рівень   | 6                                                | 5                             | від 45-мм (ОПС)                 | 6                         | танкова                     | 6                                 |
| Захищеність бортів, STANAG 4569 Рівень | 4                                                | 4                             | 6                               | 4                         | танкова                     | 4                                 |
| Протимінний захист, STANAG 4569 Рівень | 4b                                               | 4b                            | 4b                              | 4b                        | 4b                          | 4                                 |
| Автоматична гармата, мм                | 35                                               | 30                            | 30                              | 40                        | 30                          | 100 і 30                          |
| Боєкомплект, пострілів                 | 200                                              | 200                           | 400                             | 200                       | н/д                         | 30-40 і 500                       |
| Швидкострільність, пост./хв            | 200                                              | 300                           | 200-700                         | 300                       | н/д                         | 10 і 300                          |
| ПТРК                                   | Spike                                            | Spike-LR2                     | Spike-LR                        | Raybolt                   | Spike-MR                    | HJ-9                              |
| Кулемети                               | 7,62 мм                                          | 7,62 мм                       | 1×5,56-мм MG4                   | 7,62 мм                   | 7,62 мм                     | 7,62 мм/5,8 мм QJT-88             |
| Додаткове озброєння                    | СДГ                                              | СДГ                           | СДГ                             | СДГ                       | СДГ, 60-мм міномет          | СДГ                               |
| Потужність двигуна, к. с.              | 1470                                             | 720                           | 1088                            | 840                       | 1200                        | 590/670                           |
| Питома потужність, к. с./т             | 33,4                                             | 24,4                          | 25,3-34,6                       | 32,8                      | 20                          | 29,5/27,9                         |
| Максимальна швидкість, км/год          | 65                                               | 70                            | 70                              | 70                        | 60                          | 65/75                             |
| Запас ходу по шосе, км                 | 600                                              | 500                           | 600                             | 450                       | 500                         | 500                               |
| Прохідний брід, м                      | 1,2                                              | 1,2                           | 1,2, плаває (у ранніх версіях)  | плаває                    | 1,2                         | плаває                            |
|                                        | Австрія/ Іспанія ( Велика Британія) ASCOD (Ajax) | Сінгапур Bionix AFV           | Італія Dardo                    | Швеція CV90               | Японія Тип 89               | Росія БМП-3                       |
| Зовнішній вигляд                       |                                                  |                               |                                 |                           |                             |                                   |
| Рік прийняття на озброєння             | 2002                                             | 1999                          | 1998                            | 1993                      | 1989                        | 1987                              |
| Бойова маса, т                         | 26,3-28(38-42)                                   | 23-24,8                       | 23,4-25,8                       | 23–35                     | 26,5                        | 18,7-22,7                         |
| Екіпаж                                 | 3                                                | 3(2)                          | 3                               | 3                         | 3                           | 3                                 |
| Десант                                 | 8                                                | 7(9)                          | 6                               | 8                         | 7                           | 7                                 |
| Активний захист                        | немає                                            | н/д                           | немає                           | Iron Fist                 | н/д                         | КОЕП ТШУ-2 «Штора-1», Арена       |
| Динамічний захист                      | SABBLIR                                          | н/д                           | немає                           | від Rafael                | н/д                         | Кактус                            |
| Захищеність лоба, STANAG 4569 Рівень   | 6                                                | 3                             | 5                               | 6                         | 4                           | 6                                 |
| Захищеність бортів, STANAG 4569 Рівень | 4                                                | 2                             | 4                               | 6                         | 3                           | 2                                 |
| Протимінний захист, STANAG 4569 Рівень | 4                                                | 3                             | 4                               | 3                         | 3                           | 4                                 |
| Автоматична гармата, мм                | 30(40)                                           | 30                            | 25                              | 35(40)                    | 35                          | 100 і 30                          |
| Боєкомплект, пострілів                 | 200 + 205 в корпусі                              | 180                           | 200                             | 300(232, в магазині - 24) | 300                         | 40 (22 в автоматі заряджання)/500 |
| Швидкострільність, пост./хв            | 770(200)                                         | 200                           | 600                             | 200(330)                  | 200                         | 10/330                            |
| ПТРК                                   | Spike (FGM-148 Javelin)                          | немає                         | TOW                             | Spike                     | немає                       | 9K116-3 «Басня»                   |
| Кулемети                               | 7,62 мм                                          | 2 × 7,62-мм                   | 2 × 7,62-мм                     | 7,62 мм                   | 7,62 мм                     | 3 × 7,62-мм ПКТ                   |
| Додаткове озброєння                    | СДГ                                              | СДГ                           | СДГ                             | СДГ                       | СДГ                         | СДГ                               |
| Потужність двигуна, к. с.              | 600-720(805)                                     | 660                           | 512                             | 750                       | 600                         | 550                               |
| Питома потужність, к. с./т             | 21,4-27,4 (19,2-21,2)                            | 22,2-23,9                     | 19,8-21,9                       | 21,4-32,6                 | 22,6                        | 29-35,3                           |
| Максимальна швидкість, км/год          | 70                                               | 65                            | 70                              | 70                        | 60                          | 70                                |
| Запас ходу по шосе, км                 | 500                                              | 500                           | 600                             | 450                       | 400                         | 600                               |
| Прохідний брід, м                      | 1,2                                              | 1,2                           | 1,5                             | плаває                    | 1,4                         | 1,2                               |
|                                        | Аргентина VCTP                                   | Велика Британія Warrior       | США M2 Bradley                  | Франція AMX-10P           | Німеччина Marder            |                                   |
| Зовнішній вигляд                       |                                                  |                               |                                 |                           |                             |                                   |
| Рік прийняття на озброєння             | 1987                                             | 1987                          | 1981                            | 1973                      | 1971                        |                                   |
| Бойова маса, т                         | 22,5                                             | 25,4                          | 21,3-34,25                      | 14,2                      | 33,5                        |                                   |
| Екіпаж                                 | 3                                                | 3                             | 3                               | 3                         | 3                           |                                   |
| Десант                                 | 10                                               | 7                             | 7                               | 8                         | 6                           |                                   |
| Активний захист                        | н/д                                              | немає                         | Iron Fist                       | немає                     | немає                       |                                   |
| Динамічний захист                      | н/д                                              | немає                         | BRAT                            | немає                     | немає                       |                                   |
| Захищеність лоба, STANAG 4569 Рівень   | 4                                                | 5                             | 6                               | 2                         | 4                           |                                   |
| Захищеність бортів, STANAG 4569 Рівень | 3                                                | 4                             | 3                               | 2                         | 3                           |                                   |
| Протимінний захист, STANAG 4569 Рівень | 4                                                | 4                             | 4                               | 2                         | 3b                          |                                   |
| Автоматична гармата, мм                | 20                                               | 30                            | 25                              | 20                        | 20                          |                                   |
| Боєкомплект, пострілів                 | 1400                                             | 250                           | 900                             | 800                       | 1250                        |                                   |
| Швидкострільність, пост./хв            | 880-1030                                         | 90                            | 200                             | 740                       | 1000                        |                                   |
| ПТРК                                   | немає                                            | немає                         | TOW                             | немає                     | немає                       |                                   |
| Кулемети                               | 2 × 7,62-мм FN MAG 60,40                         | 7,62 мм                       | 7,62 мм, 12,7 мм                | 7,62 мм АА-52             | 7,62 мм                     |                                   |
| Додаткове озброєння                    | СДГ                                              | СДГ                           | СДГ                             | СДГ                       | СДГ                         |                                   |
| Потужність двигуна, к. с.              | 450                                              | 550                           | 600                             | 275                       | 600                         |                                   |
| Питома потужність, к. с./т             | 16,7                                             | 21,65                         | 17,5-28,2                       | 19,4                      | 17,9                        |                                   |
| Максимальна швидкість, км/год          | 80                                               | 70                            | 54-66                           | 65                        | 70                          |                                   |
| Запас ходу по шосе, км                 | 500                                              | 660                           | 500                             | 600                       | 500                         |                                   |
| Прохідний брід, м                      | 1,2                                              | плаває (з понтонними бортами) | 1,2, плаває (у ранніх версіях)  | плаває                    | 1,0, плаває (базова версія) |                                   |

## Бойове застосування

### Місія ООН у Ліберії
Перше застосування було шведськими силами ООН у Ліберії в 2004 році, де було розгорнуто 13 strf 9040C.

### Війна в Афганістані
Вперше участь у бойових діях CV90 взяли участь у 2007 році, коли бойові машини CV90 норвезької армії з 2-го батальйону взяли участь у запеклих боях під час операції «Гарекате Йоло» в Афганістані. У перший тиждень листопада норвезькі сили ISAF з 2-го батальйону та Кистьєгєркомандоен, дислоковані в Мазарі-Шарифі, відповіли на напад талібів на сили Афганської національної армії в районі Гурмач. Опинившись у значній меншості проти сил талібів, норвежці застосували міномети, а особливо CV90, для придушення атаки. В результаті операції загинуло невизначене число бойовиків талібів, але норвезькі новинні джерела повідомляли, що їх могло бути знищено від 45 до 65, а багато інших отримали поранення.
Згодом CV90 активно використовувалися силами ISAF норвезького батальйону «Телемарк» у травні 2008 року, коли батальйон потрапив під інтенсивний обстріл з кулеметів і гранатометів з боку бойовиків талібів під час операції «Карез» у провінції Бадгіс. У результаті нападу було знищено 13 талібів, і невідома кількість отримала поранення. Жодних втрат серед союзників не зафіксовано. У січні 2010 року норвезький солдат загинув, коли CV9030 підірвався на великому саморобному вибуховому пристрої в районі Гурмач, Афганістан.
У лютому 2010 року Данія відправила десять CV9035DK до Афганістану, щоб посилити свій контингент у провінції Гельманд. Данський контингент зазнав численних втрат від початку операцій у цій провінції восени 2006 року. Машини були надані Королівським полком лейб-гвардії Данії, дислокованим у північній частині Зеландії. Вони працювали разом із технікою MOWAG Piranha IIIC, MOWAG Eagle IV, M113 G3DK та Leopard 2A5DK, також наданою Данією, у провінції Гельманд. До квітня 2010 року дві з десяти машин підірвалися на саморобних вибухових пристроях, проте в обох випадках екіпаж і десант залишилися неушкодженими. Машини втратили по два колеса і гусениці, після чого їх відправили назад до виробника у Швецію для подальшого розслідування. 7 серпня 2010 року CV9035DK підірвався на саморобному вибуховому пристрої в Афганістані, внаслідок чого загинуло двоє солдатів і троє отримали поранення. Вибух був настільки потужним, що машина перевернулася.

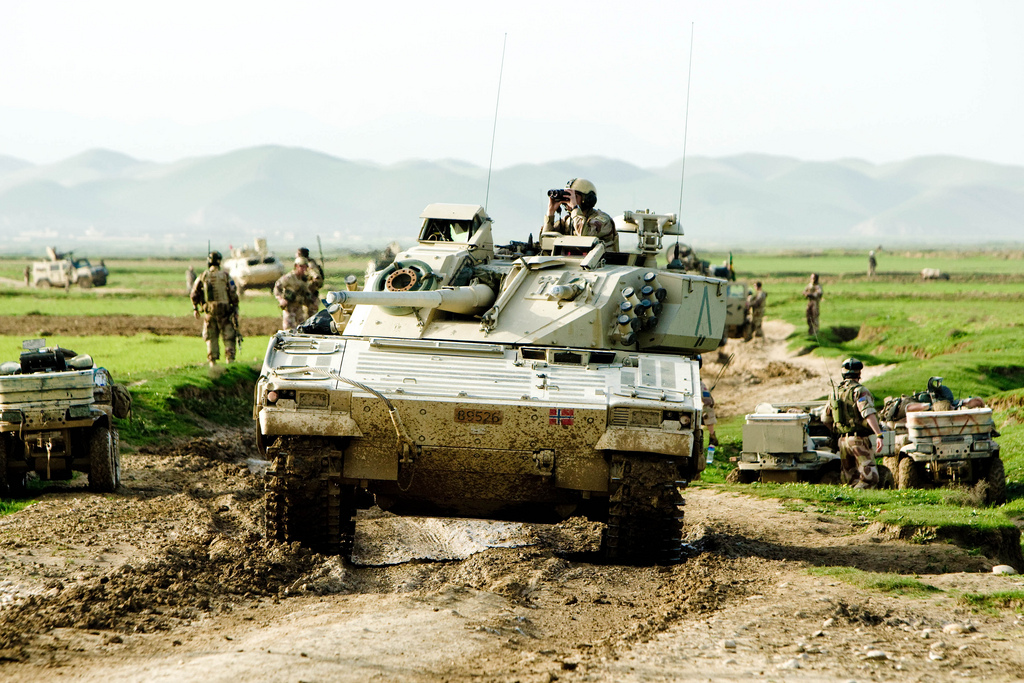
Норвезька CV 9030NF1 в Афганістані, березень 2010.
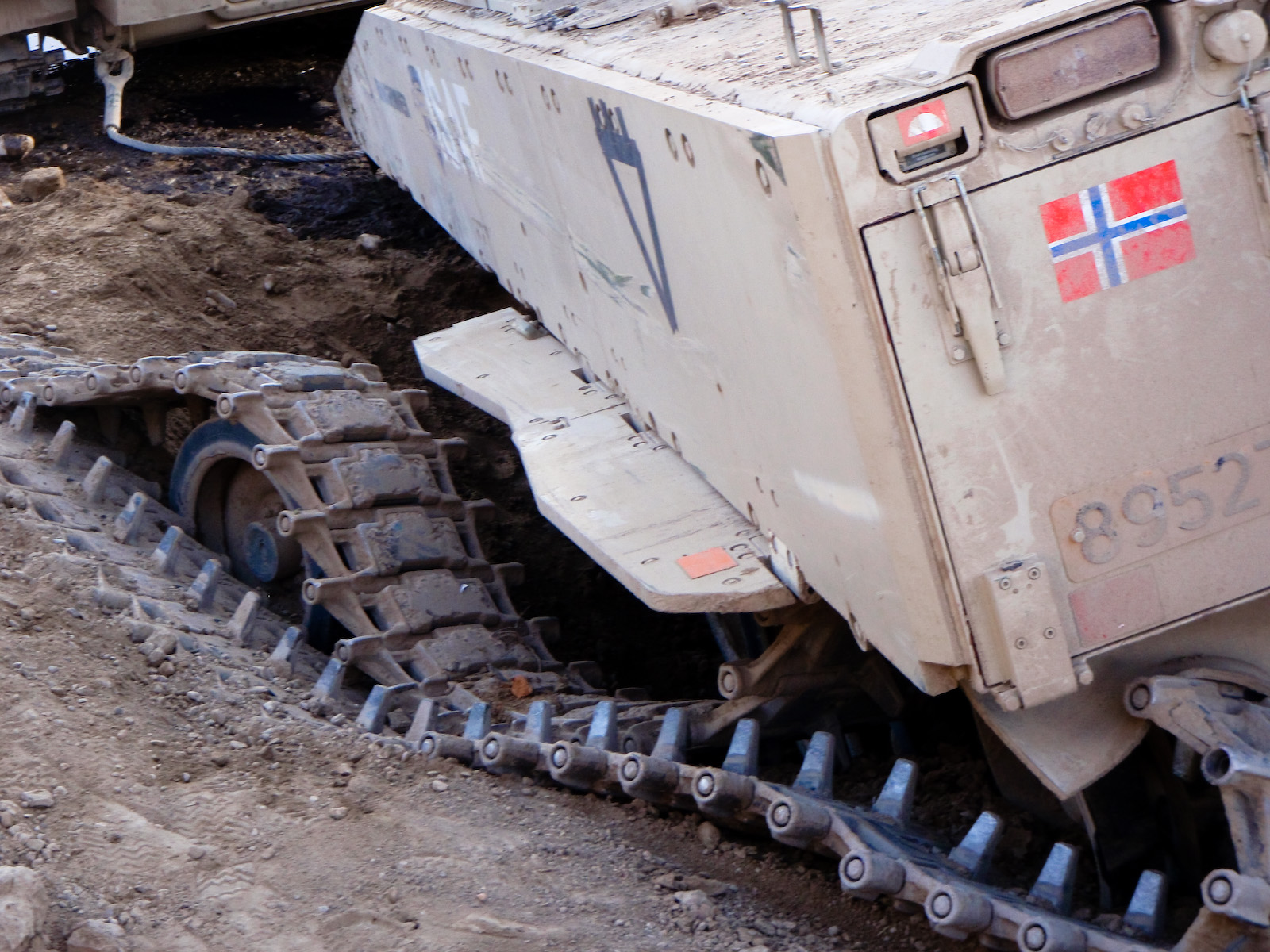
Важкі ушкодження норвезької CV 9030NF1 в Афганістані при підриві на саморобному вибуховому пристрої. Зірвано опорні котки, механік-водій загинув.

### Російсько-українська війна
У кінці червня 2023 року повідомлялося, що CV90 прибули на лінію фронту, ймовірно, десь поблизу Бахмута. Прибуття цих машин було названо «значним посиленням» вогневої потужності України. У липні журнал Forbes повідомив, що російська армія вивела з ладу перший CV90, влучивши у борт машини гранатометом. Десантники, які перебували всередині, схоже, евакуювалися з пошкодженої машини. Відео та фото цієї події поширилися в мережі.
Станом на середину вересня три CV90 зазнали бойових пошкоджень, одна була пошкоджена та захоплена, проте жоден український член екіпажу або десантники не загинули.
Було повідомлено, що CV90 були розгорнуті 93-ю механізованою бригадою України у місті Вовчанськ у рамках підготовки до можливого російського наступу під час Харківської наступальної операції 2024 року.
Військовослужбовці 21-ї окремої механізованої бригади хвалять CV90 за швидкість, надійність, міцність броні, безпеку та зручність екіпажу, влучність та потужність гармати. Також бронемашину хвалять за безпечність у разі влучання у боєкомплект:
У нас був випадок, коли FPV-дрон уразив СV90 у башту за люком та кумулятивний струмінь пройшов наскрізь і пробив боєукладку та снаряд, який просто вигорів.— Командир мех. роти 21 ОМБр «Нео».
Серед мінусів відзначають досить великі 40×364-мм снаряди, через що боєкомплект обмежений 232 пострілами, місткість магазина — 24. Отже, в бойових умовах машина потребує значно частішого обслуговування.
Станом на 23 липня 2025 року редактори Oryx Blog знайшли фото чи відео підтвердження безповоротної втрати Україною 15 БМП CV9040C: 11 знищено та 4 захоплено російськими військовими. Ще 6 машин було покинуто українськими військовими (поточний стан покинутих машин невідомий).

## Оператори
- Данія — 44 одиниці CV9035DK (Mk III), станом на 2025 рік[38].
- Естонія — 44 одиниці CV9035NL на озброєнні, станом на 2025 рік[39].
- Нідерланди — 117 одиниць CV9035NL на озброєнні (з них 4 CV9035NL MLU проходять випробування) і 32 на зберіганні, станом на 2025 рік[40].
- Норвегія — 132 одиниці: 76 одиниць CV9030N, 15 одиниць CV9030N (CP), 21 одиниця CV9030N MkIIIB та 20 одиниць CV90 STING (інженерні машини) на озброєнні, станом на 2025 рік[41].
- Україна — 45 одиниць CV9040C на озброєнні, станом на 2025 рік[42].
  - 21-ша окрема механізована бригада[43].
  - 93-тя окрема механізована бригада «Холодний Яр»[44].
- Фінляндія — 102 одиниці CV9030FIN на озброєнні, станом на 2025 рік[45].
- Швейцарія — 154 одиниці CV9030CH і 32 CV9030CP на озброєнні, станом на 2025 рік[46].
- Швеція — 319 одиниць CV9040 і 40 CV90 Mjolner на озброєнні, станом на 2025 рік[47].

### Естонія
У грудні 2015 року був укладений договір з Нідерландами на придбання 44 машин CV9035NL Mk-III, разом з інженерними машинами на шасі Leopard 1 та додатковим устаткуванням і послугами, вартість договору становила €113 млн. Всього уряд виділив €138 млн на придбання машин разом з запасними частинами та засобами для технічного обслуговування. Машини будуть поставлені протягом 2016—2018 років. Попри те, що придбані машини вже вживані, вік найстарішої не перевищує 7 років.
На додачу до придбаних у Нідерландів 44 машин CV9035NL, 8 січня 2016 року був укладений договір на придбання 35 корпусів CV90 у Норвегії. Сума договору становить €600 тис. Естонія збирається перетворити ці корпуси на машини бойової підтримки (англ. combat support, CS) та службові машини бойової підтримки (англ. combat service support, CSS). Ці машини мають надійти на озброєння 1-ї піхотної бригади, де вони доповнюватимуть ББМ CV9035NL.

### Нідерланди
На початку 2021 року корпорація BAE Systems отримала контракт на суму понад 500 млн доларів від Нідерландської оборонної закупівельної організації Dutch Defence Materiel Organization (DMO). Контракт включає проведення ремонту і модернізації 122 бойових машин піхоти CV9035NL Mk III армії Нідерландів з опціоном ще на 19 машин. Роботи виконуватиме виробник цих машин шведське відділення BAE Systems (BAE Systems Hägglunds).
Повідомляється, що основою модернізації стане оснащення БМП CV9035NL Mk III новими баштами з посиленим захистом, новою системою управління вогнем. Також з встановленими пусковими установками ізраїльського ПТРК Rafael Spike-LR.

### Україна
У січні 2023 року шведський уряд вирішив передати Україні 50 машин CV90 та певну кількість САУ Archer у рамках МТД для відбиття російської навали. 15 лютого 2023 року прем'єр-міністр Швеції Ульф Крістерссон під час брифінгу в Києві уточнив, що вже йдеться про передачу 51 БМП. Окрім звичайних бойових машин Україна також отримала невідому кількість командних Stripbv 90 та БРЕМ Bgbv 90.
Згодом виявлено зацікавленість у купівлі 1000 БМП CV90.
Під час робочого візиту Президента України до Швеції 19 серпня 2023 року підписано декларацію про наміри стосовно спільного виробництва й обслуговування шведських бойових машин піхоти CV90.
У грудні 2023 року Данія та Швеція заявили про наміри поставити Україні додаткову кількість машин. У червні 2024 року стало відомо про наміри Нідерландів виготовити 180 із 230 CV 90 на власній території.

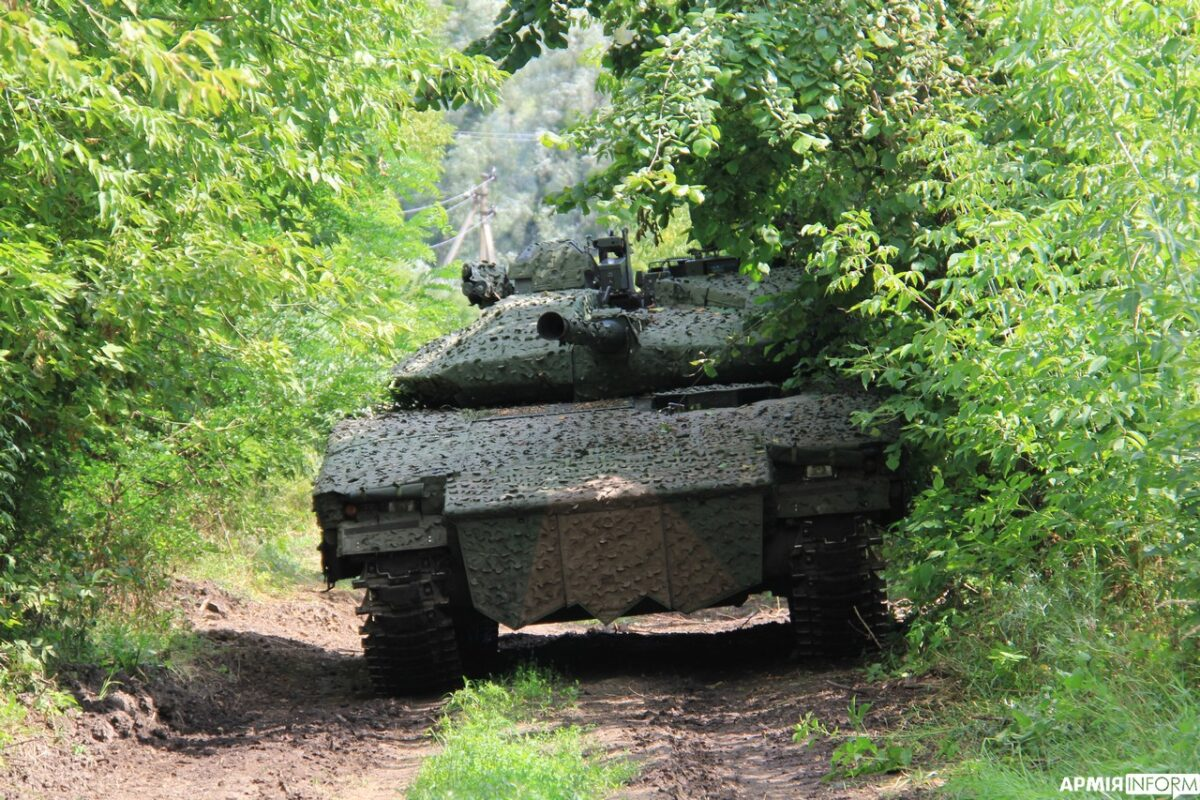
БМП CV9040C на озброєнні ЗСУ.
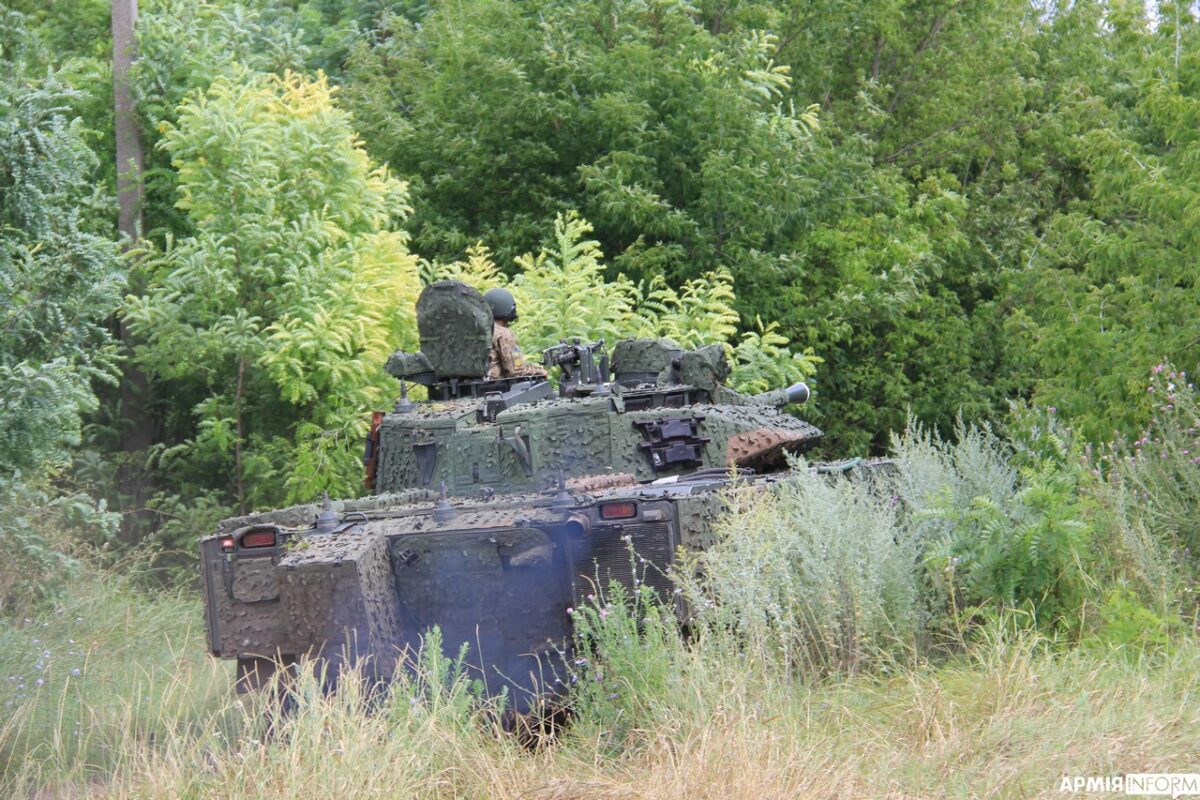
БМП CV9040C на озброєнні ЗСУ.
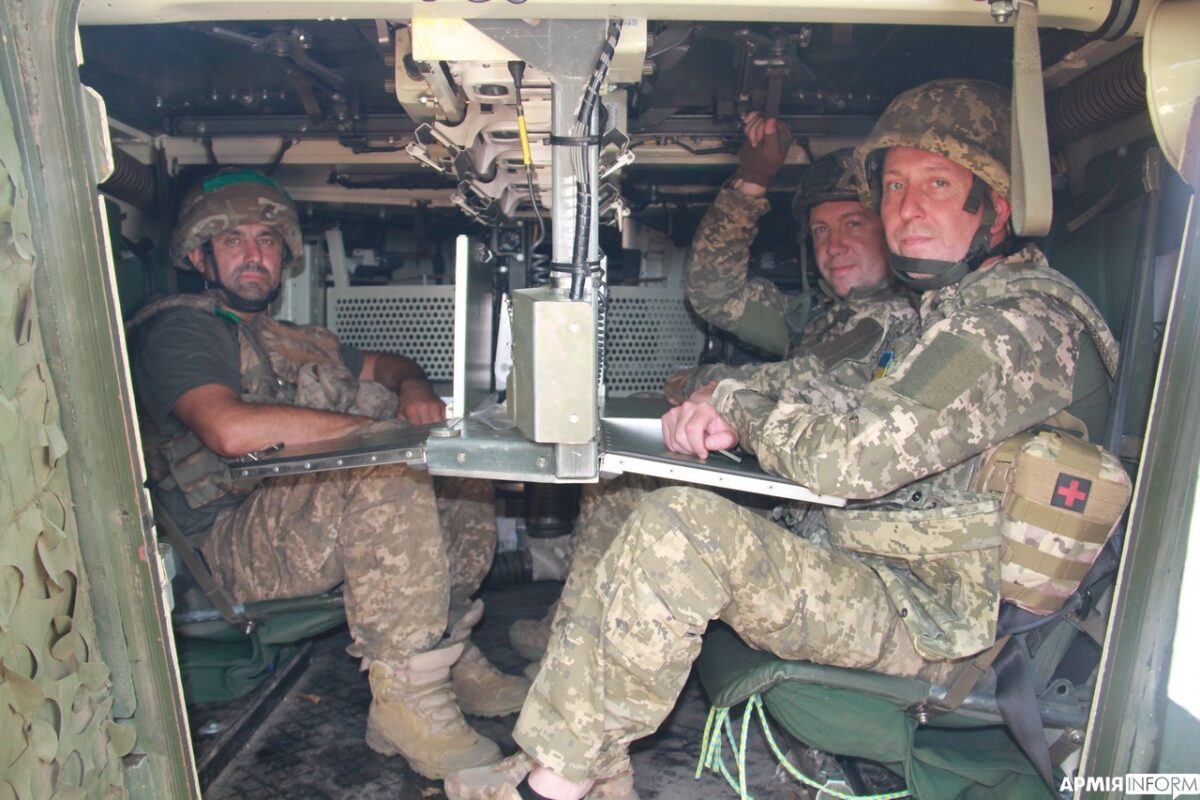
Командна машина Stripbv 90 на озброєнні ЗСУ.
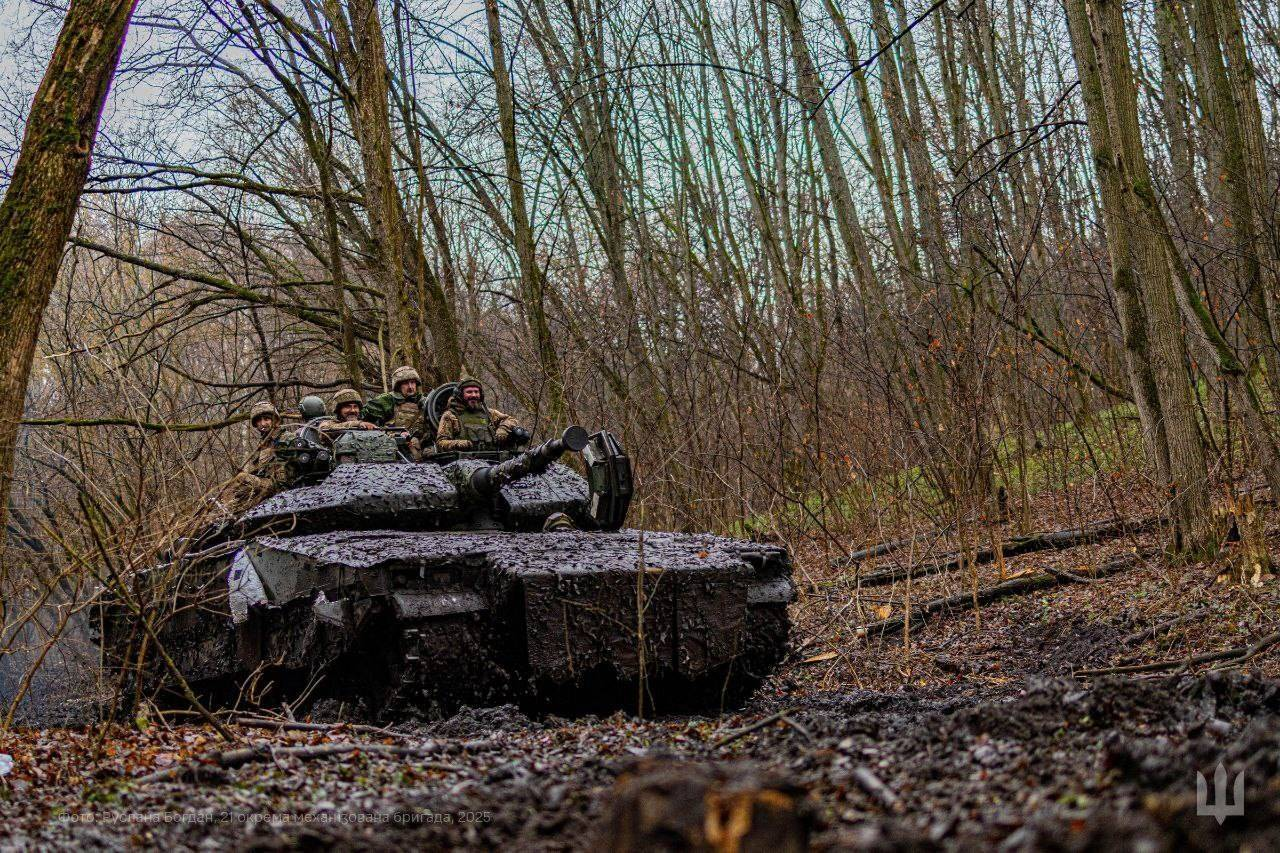
БМП CV9040C на службі 21 ОМБр, березень 2025 року.

### Швеція
В грудні 2016 року BAE Systems отримала контракт на суму 575 млн SEK ($68 млн) від Шведської армії на встановлення 40 комплексів 120-мм мінометної системи швед. Mjölner (Мйольнір, в міфології — молот Тора) на шасі CV90. Перші машини мають надійти в 2019 році.
В січні 2023 року Управління матеріального забезпечення оборони Швеції замовило в компанії BAE Systems 20 додаткових мінометів CV90 Mjölner для шведської армії. Після завершення постачання у 2025 році шведська армія матиме у своєму парку 80 мінометів CV90 (місцеве позначення Granatkastarpansarbandvagn 90).

### Чехія
В липні 2022 року Чеський уряд схвалив угоду на придбання 210 одиниць CV90 в семи варіантах, основним, при цьому, буде БМП для 11 осіб десанту. При цьому, якщо угода буде остаточно підписана всіма сторонами, то виробництво цих машин (до 40 % від вартості) буде локалізовано.

## Відео
- Тиха та непомітна бронемашина CV90 на YouTube, Армія TV
- CV9040 - шведська БМП для України на YouTube, Мілітарний